# Afrostyrax
Afrostyrax est un genre de plantes appartenant à la famille des Huaceae.
Genre

## Liste d'espèces
Selon BioLib (24 juillet 2017) :
- Afrostyrax kamerunensis Perkins & Gilg
- Afrostyrax lepidophyllus Mildbr.
- Afrostyrax macranthus Mildbr.

Selon Catalogue of Life (24 juillet 2017) :
- Afrostyrax kamerunensis Perk. & Gilg
- Afrostyrax lepidophyllus Mildbraed
- Afrostyrax macranthus Mildbr.

Selon NCBI (24 juillet 2017) :
- Afrostyrax kamerunensis
- Afrostyrax lepidophyllus

Selon The Plant List (24 juillet 2017) :
- Afrostyrax kamerunensis G.Perkins & Gilg
- Afrostyrax lepidophyllus Mildbr.
- Afrostyrax macranthus Mildbr.

Selon Tropicos (24 juillet 2017) (Attention liste brute contenant possiblement des synonymes) :
- Afrostyrax kamerunensis Perkins & Gilg
- Afrostyrax lepidophyllus Mildbr.
- Afrostyrax macranthus Mildbr.